# António Madureira
António Madureira é director do jornal Cidade de Tomar.
Foi também o mordomo da Festa dos tabuleiros de Tomar em 2003.